# Lalandelle
Lalandelle ist eine französische Gemeinde mit 521 Einwohnern (Stand 1. Januar 2022) im Département Oise in der Region Hauts-de-France. Die Gemeinde liegt im Arrondissement Beauvais und ist Teil der Communauté de communes du Pays de Bray und des Beauvais-2.

## Geographie
Die Gemeinde mit dem Weiler La Petite Landelle und dem Gehöft Le Trou Jumel liegt rund 3,5 Kilometer südöstlich von Le Coudray-Saint-Germer. Sie hat einen größeren Anteil am Staatswald Forêt Domaniale de Thelle mit dem Forsthaus Maison Forestière des Petits Domaines an einem Straßenstern.

## Geschichte

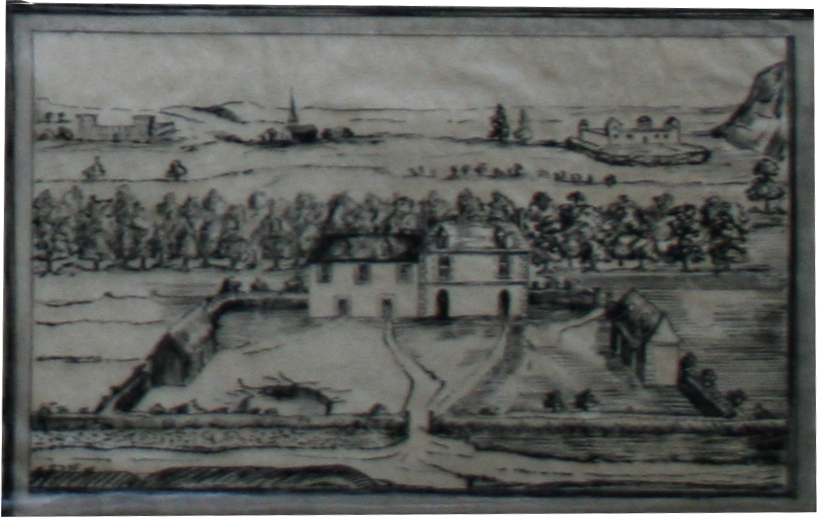
Die Herrschaft Trou-Jumel im Jahr 1705

Lalandelle und Le Trou Jumel bildeten früher eigenständige Herrschaften. In Lalandelle bestand eine Komturei des Johanniterordens. Auch das Zisterzienserkloster Le Val besaß Rechte am Forst.

## Einwohner
| 1962 | 1968 | 1975 | 1982 | 1990 | 1999 | 2006 | 2011 |
| ---- | ---- | ---- | ---- | ---- | ---- | ---- | ---- |
| 269  | 277  | 257  | 381  | 398  | 439  | 461  | 445  |

## Verwaltung
Bürgermeister (maire) ist seit 2008 Jacques Ligneul.

## Sehenswürdigkeiten
- Kirche Saint-Jean-Baptiste[1]
- dreihundertjährige Eiche mit fünf Metern Umfang